# Hochsauerlandkreis
Hochsauerlandkreis – powiat w Niemczech, w kraju związkowym Nadrenia Północna-Westfalia, w rejencji Arnsberg. Stolicą powiatu jest miasto Meschede.

## Podział administracyjny
Powiat składa się z:
- dziesięciu gmin miejskich (Stadt)
- dwóch gmin wiejskich (Gemeinde)

Gminy miejskie:
| Lp. | Nazwa gminy miejskiej | Ludność (31.12.2010) | Powierzchnia km² |
| --- | --------------------- | -------------------- | ---------------- |
| 1   | Arnsberg              | 74.227               | 193,44           |
| 2   | Brilon                | 26.335               | 229,01           |
| 3   | Hallenberg            | 4.391                | 65,36            |
| 4   | Marsberg              | 20.800               | 182,02           |
| 5   | Medebach              | 7.912                | 126,06           |
| 6   | Meschede              | 30.823               | 218,50           |
| 7   | Olsberg               | 15.102               | 117,97           |
| 8   | Schmallenberg         | 25.281               | 303,07           |
| 9   | Sundern (Sauerland)   | 28.730               | 192,89           |
| 10  | Winterberg            | 13.566               | 147,86           |

Gminy wiejskie:
| Lp. | Nazwa gminy wiejskiej | Ludność (31.12.2010) | Powierzchnia km² |
| --- | --------------------- | -------------------- | ---------------- |
| 1   | Bestwig               | 11.285               | 69,36            |
| 2   | Eslohe (Sauerland)    | 9.149                | 113,37           |